# Martin Kretzschmar

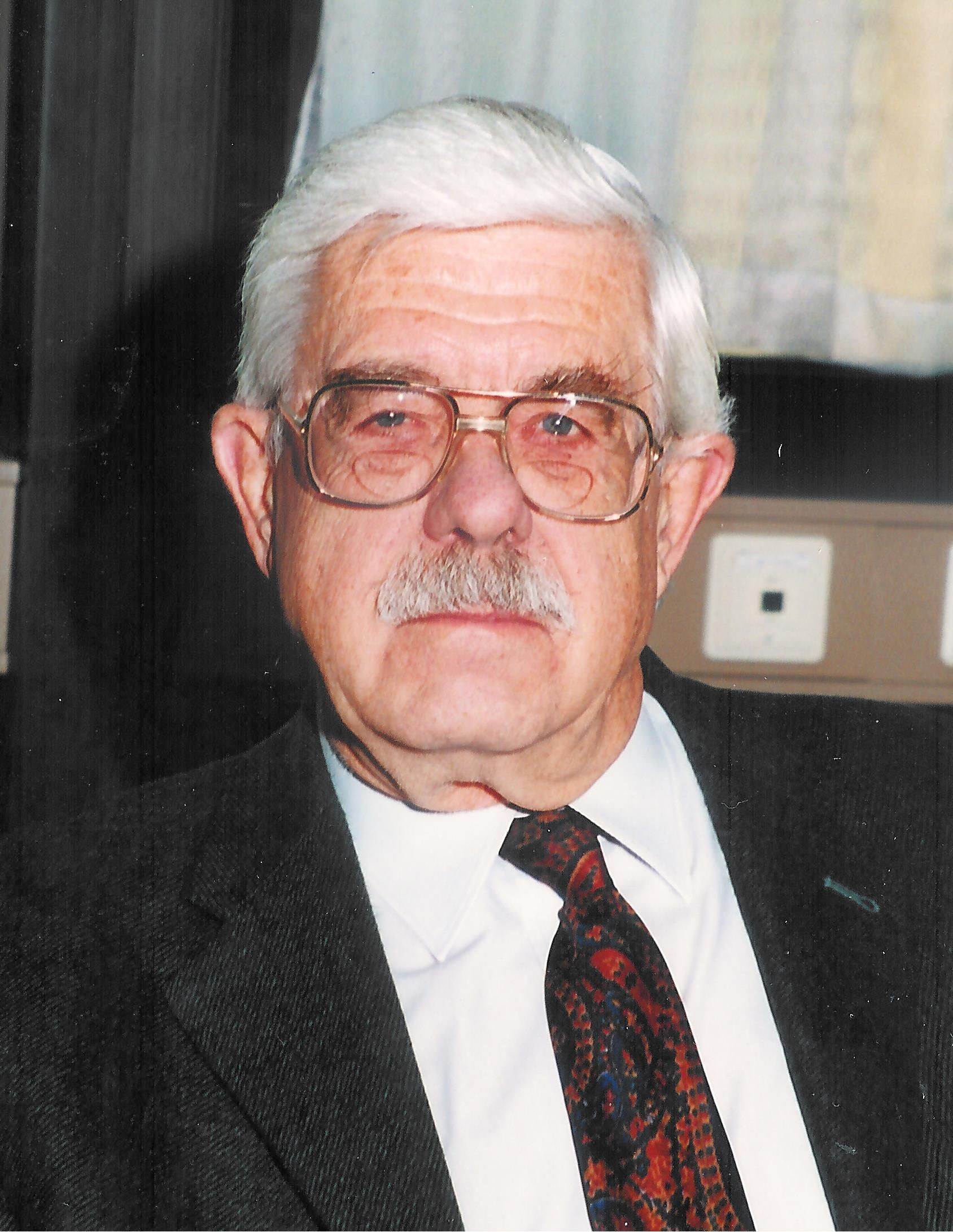
Martin Kretzschmar

Martin Kretzschmar (* 1. November 1930 in Leipzig; † 31. Dezember 2023) war ein Professor des Fachbereichs Teilchenphysik an der Johannes Gutenberg-Universität Mainz.

## Jugend und Studium
Kretzschmar, Sohn des Ehepaares Walter und Alma Kretzschmar geb. Sauermilch, wuchs in einer gutbürgerlichen Familie auf. Sein Vater war Amtsarzt und Medizinalrat am Reichsgericht in Leipzig, verlor aber aus politischen Gründen Ende 1934 seine Stelle als Staatsbeamter. Es war der Anlass, dass die Familie nach Gera übersiedelte, wo sich seine Eltern mit einer Hausarztpraxis eine neue Existenz aufbauten.
Schon 1946 flüchtete er aus der sowjetischen Besatzungszone in die britische Zone nach Hagen in Westfalen, wo er 1949 am Albrecht-Dürer-Gymnasium die Abiturprüfung ablegte und schon für das Sommer-Semester desselben Jahres eine Zulassung zum Studium der Mathematik und Physik an der Rheinischen Friedrich-Wilhelms-Universität Bonn erhielt. Kretzschmar promovierte 1955 bei Wolfgang Krull (Mathematik) und dem Nobelpreisträger Wolfgang Paul als Nebenprüfer (Experimentalphysik) mit der Dissertation Eine neue Begründung der Theorie der normalen Operatoren im Hilbert'schen Raum.

## Wirken
Nach dem Abschluss seines Studiums in Bonn wechselte Kretzschmar zunächst als Doktorand und ab 1955 als Postdoktorand mit einem Stipendium der DFG an die Ruprecht-Karls-Universität Heidelberg, bevor er 1957 eine Stelle als wissenschaftlicher Assistent am Institut für Theoretische Physik der Mathematisch-Naturwissenschaftlichen Fakultät an der Georg-August-Universität Göttingen angeboten bekommen hatte und dort seine Forschungen vertiefen konnte. Dies schlug sich dann auch in einem seiner ersten wissenschaftlichen Beiträge in der Zeitschrift für Physik mit dem Titel Über die multiple Mesonenproduktion bei Nukleon-Nukleon-Stößen und bei der Nukleon-Antinukleon-Vernichtung nieder.
Auf eine Einladung des Lawrence Berkeley National Laboratory der University of California, Berkeley in die Vereinigten Staaten, ergriff er 1959 die große Chance an diesem renommierten Institut als Gastwissenschaftler forschen zu können. Ein Ergebnis seiner dortigen Forschungen war ein Artikel in der Zeitschrift für Physik mit dem Titel Zur Theorie der Wignerschen Supermultipletts. Danach bot sich Kretzschmar 1961 die Gelegenheit als wissenschaftlicher Mitarbeiter und Visiting Assistant Professor für ein Jahr an die Florida State University in Tallahassee zu arbeiten. Bevor er dann zum Ende seines USA-Aufenthaltes nach Deutschland zurückkehrte, belegte er im Sommer 1962 noch an der Brandeis University in Waltham (Massachusetts) einige Vorlesungen.
1962 zurück in Deutschland forschte Kretzschmar am Max-Planck-Institut für Physik auf dem Fachgebiet der theoretischen Teilchenphysik, deren Ergebnisse in mehreren Artikeln, zunächst in der Il Nuovo Cimento und danach in der Physical Review ihren Niederschlag fanden. Aber schon 1966 kehrte er wieder in die Vereinigten Staaten an die Florida State University zurück, an der am Lehrstuhl für Physik als außerplanmäßiger Professor Vorlesungen hielt.
Als 1972 im Fachbereich Physik, Mathematik und Informatik ein Hochschullehrer an der Johannes Gutenberg-Universität Mainz gesucht wurde, fiel die Wahl auf Kretzschmar, der seinen Lebensmittelpunkt seitdem auch in Mainz hat, der seitdem aber mehrmals von seinen Auslandsaufenthalten in Kolumbien unterbrochen wurde.
So zählt zu den zahlreichen internationalen Beziehungen, die die Johannes-Gutenberg-Universität zu anderen Universitäten in vielen Ländern der Erde pflegt, auch eine besonders enge Verbindung zur Universidad de los Andes in Bogota (Kolumbien). Deshalb lag nichts näher, als dass sich Kretzschmar mit mehrmonatigen, vom Deutschen Akademischen Austauschdienst (DAAD) geförderten Gastvorlesungen an der Universidad de los Andes in Bogotá (Kolumbien) in den Jahren zwischen 1983 und 1997 an dieser Kooperation beteiligte. Nach seiner Emeritierung im Herbst 1997 folgten weitere längere Aufenthalte an der UniAndes in den Jahren 1999, 2000, 2001, 2002 und 2004. Eine neue Aufgabe ergab sich im Jahre 2006 an der Universidad del Norte in Barranquilla, einer Stadt an der kolumbianischen Karibikküste. Dort sollten, wiederum mit Hilfe der Johannes Gutenberg-Universität und des DAAD, Master-Studiengänge für die Fächer Mathematik und Angewandte Physik eingerichtet werden. Dieses Projekt kam im Jahre 2010 zum Abschluss.
Martin Kretzschmar starb am 31. Dezember 2023 im Alter von 93 Jahren.

## Ehrungen
Ehrenprofessor der Universidad del Norte, (Barranquilla, Kolumbien).

## Schriften (Auswahl)
- Octupolar excitation of ion motion in a Penning trap: A theoretical study, International Journal of Mass Spectrometry; Volume 357, 1 January 2014, Pages 1-21
- S. Sturm, A. Wagner, M. Kretzschmar, W. Quint, G. Werth, and K. Blaum: G-factor measurement of hydrogenlike 28Si13+ as a challenge to QED calculations; Physical Review A 87, 030501(R) – Published 8 March 2013
- The interconversion of the radial motional modes of an ion in a Penning trap mass spectrometer by 4n-polar external radio frequency fields (n = 1,2,3,4); Annalen der Physik, First published: 25 August 2013
- Theoretical investigations of different excitation modes for Penning trap mass spectrometry; International Journal of Mass Spectrometry, Volumes 349–350, 1 September 2013, Pages 227-239
- Model calculation of amplitudes for FT-ICR ion detection in a cylindrical Penning trap; Springer Science+Business Media, Applied Physics B volume 107, pages1007–1017(2012)
- On the phase dependence of the interconversion of the motional modes in a Penning trap by quadrupolar excitation; International Journal of Mass SpectrometryVolume 309, 1 January 2012, Pages 30-38
- Theory of simultaneous dipole and quadrupole excitation of the ion motion in a Penning trap; International Journal of Mass Spectrometry, Volumes 325–327, 1 July 2012, Pages 30-44
- Theory of the elliptical Penning trap; International Journal of Mass Spectrometry, Volume 275, Issues 1–3, 1 August 2008, Pages 21-33
- Sebastian George; Klaus Blaum; Martin Kretzschmar; Lutz Schweikhard: Die Ramsey‐Methode in der Präzisions‐Massenspektrometrie; Physik in unserer Zeit, Volume 38, Issue 4, Juli 2007